# Philippe Adamov
Pour les articles homonymes, voir Adamov.
Philippe Adamov (né le 27 juin 1956 à Londres et mort le 3 février 2020 à Nîmes) est un dessinateur français de bande dessinée. Il est l'auteur de plusieurs œuvres de science-fiction, notamment Les Eaux de Mortelune avec le scénariste Patrick Cothias.

## Biographie
Né à Londres sous le nom de Philippe Adamoff, Adamov rejoint la France à l’âge de 5 ans. Il découvre la bande dessinée dans les années 1960 avec Paul Cuvelier, Harold Foster et Jijé ; néanmoins, sa « référence absolue » est Mœbius.
Après quelques mois à l'école Estienne, il est embauché en 1977 comme artiste d'arrière-plans au studio d'animation de René Laloux, tout juste créé à Angers. Il travaille avec Caza sur le court métrage Les Hommes-machines, première adaptation du roman Les Hommes-machines contre Gandahar (1969) de  Jean-Pierre Andrevon — Laloux parviendra à réaliser une adaptation en long métrage dix ans plus tard, intitulée Gandahar.
À compter de 1978, Adamov se lance dans l'illustration de couvertures de romans de science-fiction à Paris, puis travaille de 1979 à 1982 sur la série d'animation Ulysse 31, avant d'avoir en 1983 une première expérience en bande dessinée : Seule au monde, une histoire écrite par Xavier Séguin et publiée dans Okapi.
Henri Filippini le remarque et le fait entrer chez Glénat, où il travaille pour le magazine Vécu avec Patrick Cothias. Ils collaborent sur la série historique Le Vent des dieux de 1985 à 1991, et sur la série de science-fiction post-apocalyptique Les Eaux de Mortelune entre 1986 et 2000,. Toujours dans des univers de science-fiction, Adamov crée la trilogie Dayak entre 1993 à 1997, puis dessine la série L'Impératrice rouge sur un scénario de Jean Dufaux de 1999 à 2003.
En 2004, Adamov change d'éditeur et entame jusqu'en 2009 une collaboration avec le romancier Jean-Christophe Grangé chez Albin Michel. Leur triptyque fantastique La Malédiction de Zener sert de prologue au roman Le Concile de pierre (2000) de Grangé.
Adamov revient ensuite chez Glénat pour collaborer de nouveau avec Dufaux sur une série de science-fiction : Dakota (deux tomes publiés en 2012 et 2016).
Le 3 février 2020, Adamov meurt à l’âge de 63 ans dans le Gard.

## Œuvres publiées
- Le Vent des dieux (dessin), avec Patrick Cothias (scénario), Glénat, coll. « Vécu » :

1. Le Sang de la lune, 1985
2. Le Ventre du dragon, 1986
3. L'Homme oublié, 1987
4. Lapin-tigre, 1988
5. La Balade de Mizu, 1991

- Les Eaux de Mortelune (dessin), avec Patrick Cothias (scénario), Glénat, coll. « Caractère » :

1. L'Échiquier du rat, 1986
2. Le Café du port, 1987
3. Le Prince et la Poupée, 1989
4. Les Yeux de Nicolas, 1990
5. Vague à lames, 1992
6. Le Chiffre de la bête, 1995
7. La Guerre des dieux, 1995
8. La Mort de Nicolas, 1997
9. De profondis, 1998
10. La Recherche du temps perdu, 2000

- Dayak, Glénat, coll. « Caractère » :

1. Ghetto 9, 1993  (ISBN 2-7234-1542-2)
2. La Chambre verte, 1994  (ISBN 2-7234-1727-1)
3. Zaks, 1997  (ISBN 2-7234-2083-3)

- L'Impératrice rouge (dessin), avec Jean Dufaux (scénario), Glénat, coll. « Caractère » :

1. Sang de Saint-Bothrace, 1999  (ISBN 2-7234-2739-0)[5]
2. Cœurs d'acier, 2001  (ISBN 2-7234-3331-5)
3. Impurs, 2002  (ISBN 2-7234-3613-6)
4. Les Grands Cachalots, 2003  (ISBN 2-7234-3854-6)

- La Malédiction de Zener (dessin), avec Jean-Christophe Grangé (scénario), Albin Michel, coll. « BD Haute Tension » :

1. Sybille, 2004
2. Le Clan des embaumeurs, 2006
3. Tokamak, 2009

- Dakota (dessin), avec Jean Dufaux (scénario), Glénat, coll. « Grafica » :

1. Tome 1, 2012  (ISBN 978-2-7234-7282-1)
2. Tome 2, 2016  (ISBN 978-2-7234-9247-8)